# لاميون هولشتايني
لاميون هولشتايني (الاسم العلمي: Lamium x holsaticum) هو نوع مهجّن من النباتات يتبع جنس اللاميون من الفصيلة الشفوية.
نسبة إلى ولاية شلسفيغ هولشتاين الألمانية الحالية.